# Gouvernement Strijdom
Régime parlementaire dans le cadre du Commonwealth
Gouvernement Malan II Gouvernement Verwoerd
Le gouvernement Strijdom désigne les membres des 2 gouvernements sud-africains dirigés par le Premier ministre JG Strijdom entre le 30 novembre 1954 et le 24 août 1958. 

## Contexte
J.G. Strijdom arrive au pouvoir le 30 novembre 1954, à la suite de la démission de Daniel François Malan dont il reprend le gouvernement (gouvernement Malan II) et le dirige jusqu'aux élections générales sud-africaines de 1958 que le parti national remporte de nouveau. 
À la suite de cette victoire, Strijdom forme alors son premier cabinet ministériel le 16 avril 1958. À la suite de la mort soudaine de Strijdom en août 1958, le gouvernement Strijdom sera dirigé par Hendrik Verwoerd, jusqu'au terme de la session parlementaire en 1961 .  

## Membres des deux gouvernements dirigés par J.G. Strijdom de 1954 à 1958 (Malan II et Strijdom)
| Ministère                                | Nom                                                                                  | Période | Période                  | Période |
| ---------------------------------------- | ------------------------------------------------------------------------------------ | ------- | ------------------------ | ------- |
| Affaires étrangères                      | JG Strijdom Eric Louw                                                                |         | 1954-1955 1955-1958      |         |
| Affaires indigènes                       | Hendrik Verwoerd                                                                     |         | 1954-1958                |         |
| Finances                                 | Eric Louw Jozua François Naudé                                                       |         | 1954-1956 1956-1958      |         |
| Justice                                  | Charles Swart                                                                        |         | 1954-1958                |         |
| Défense                                  | François Christiaan Erasmus                                                          |         | 1954-1958                |         |
| Intérieur                                | Theophilus Dönges                                                                    |         | 1954-1958                |         |
| Transports                               | Ben Schoeman                                                                         |         | 1954-1958                |         |
| Terres et eau                            | P.O. Sauer                                                                           |         | 1954-1958                |         |
| Agriculture                              | S.P. le Roux P. K. Le Roux                                                           |         | 1954-1958 1958           |         |
| Forêts                                   | Johannes Hendrikus Viljoen François Christiaan Erasmus                               |         | 1954-1956 1956-1958      |         |
| Éducation, arts et sciences              | Johannes Hendrikus Viljoen Michiel Daniel Christiaan de Wet Nel Jan Serfontein       |         | 1954-1957 1957-1958 1958 |         |
| Emploi et Travaux publics                | Jan de Klerk                                                                         |         | 1954-1958                |         |
| Mines et Affaires économiques            | Albertus Johannes Roux van Rhijn                                                     |         | 1954-1958                |         |
| Santé                                    | Jozua François Naudé Johannes Hendrikus Viljoen Michiel Daniel Christiaan de Wet Nel |         | 1954-1956 1956-1957 1958 |         |
| Affaires sociales, postes et télégraphes | Jan Serfontein                                                                       |         | 1954-1958                |         |